# Lago di Vogorno
Il lago di Vogorno è un lago artificiale creato dalla diga di Contra che blocca il corso del fiume Verzasca.

## Descrizione

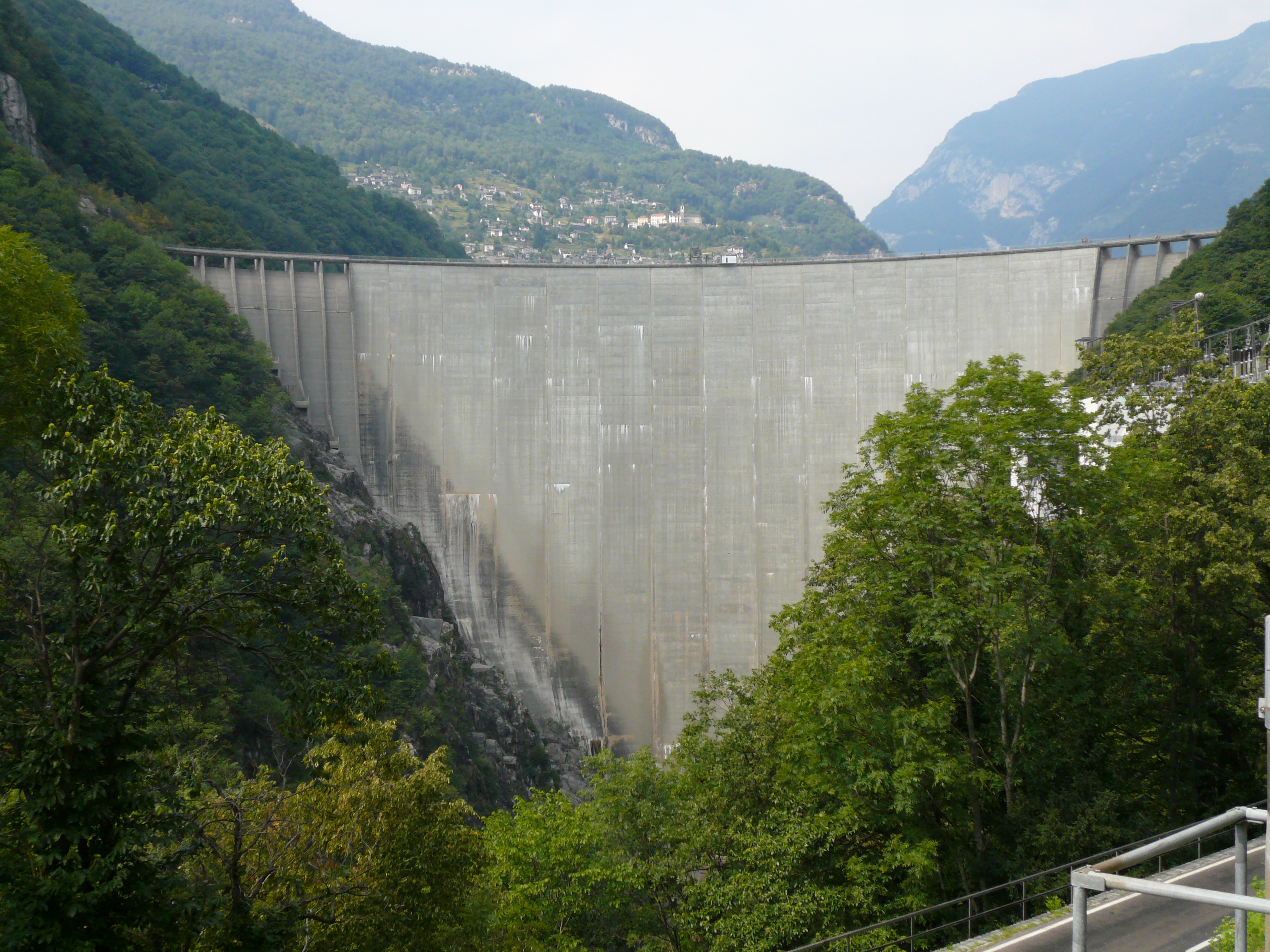
La diga di Contra

Esiste dal 1960, quando sono iniziati i lavori di costruzione della diga.  Ha una superficie di 1,68 km², una profondità massima di 204 metri e un volume di 85,5 milioni di metri cubi d'acqua.

## Nella cultura popolare
La diga di Contra compare nelle prime scene del film Golden Eye, una pellicola del 1995 della serie di James Bond.

## Galleria d'immagini

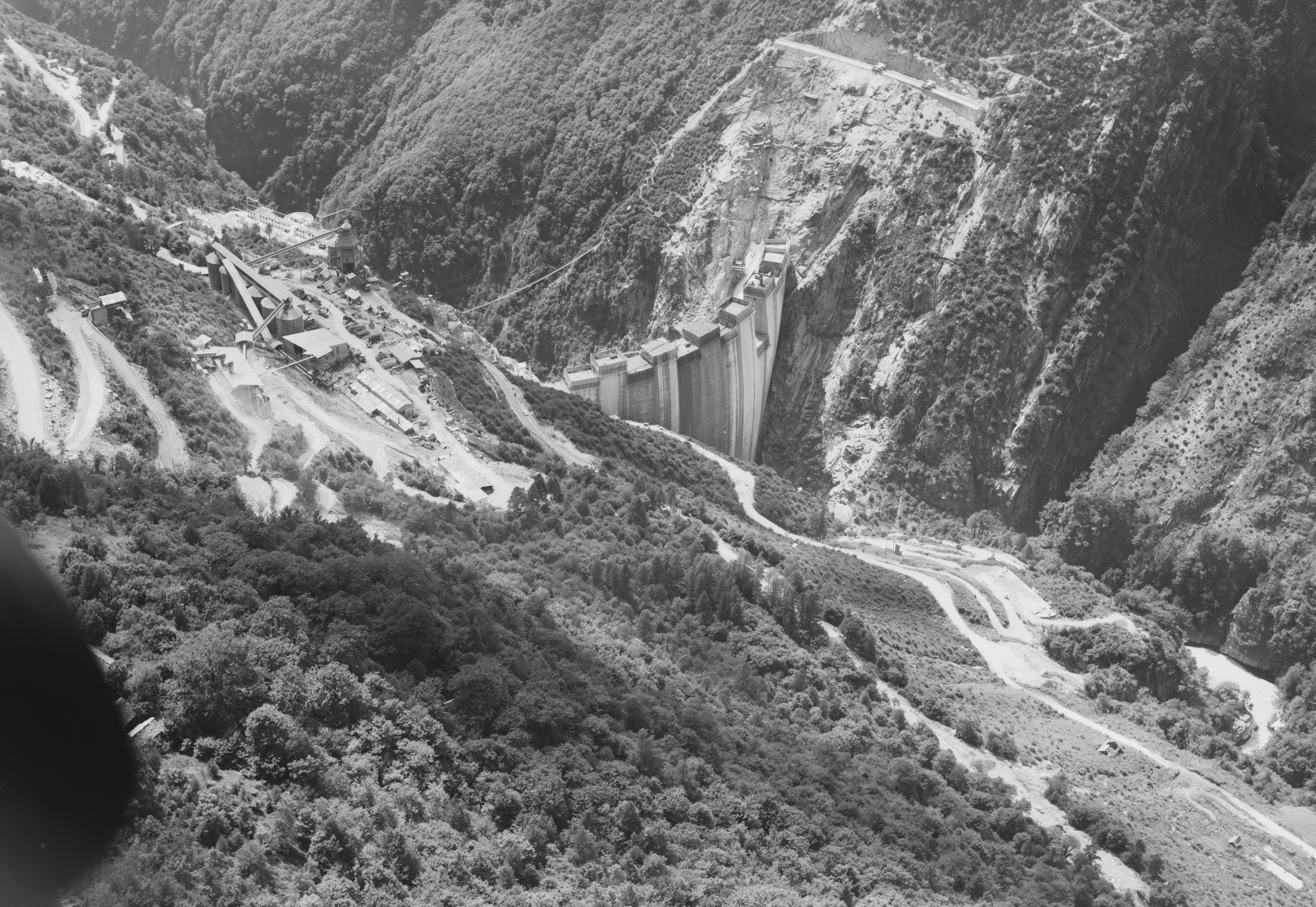
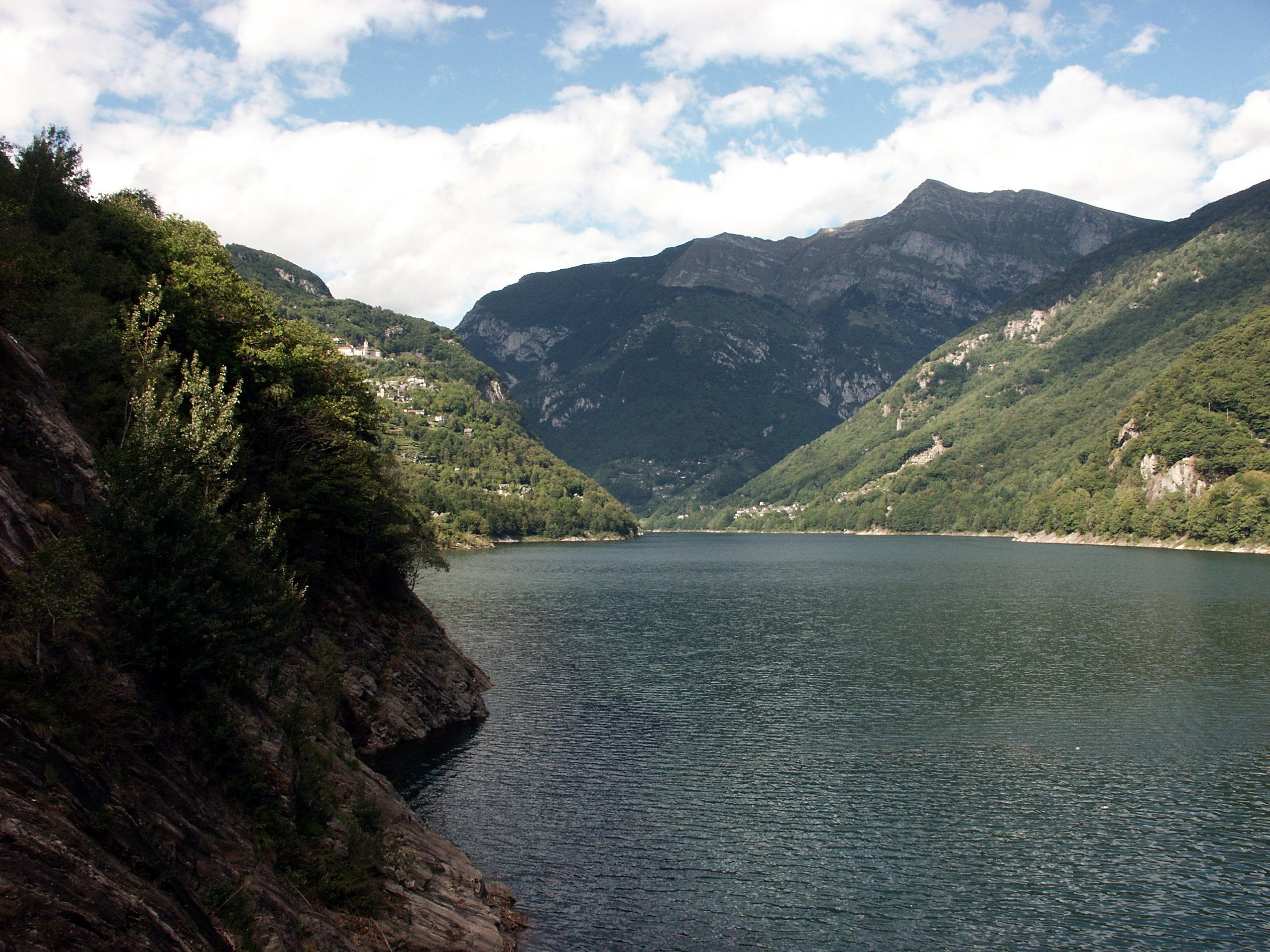
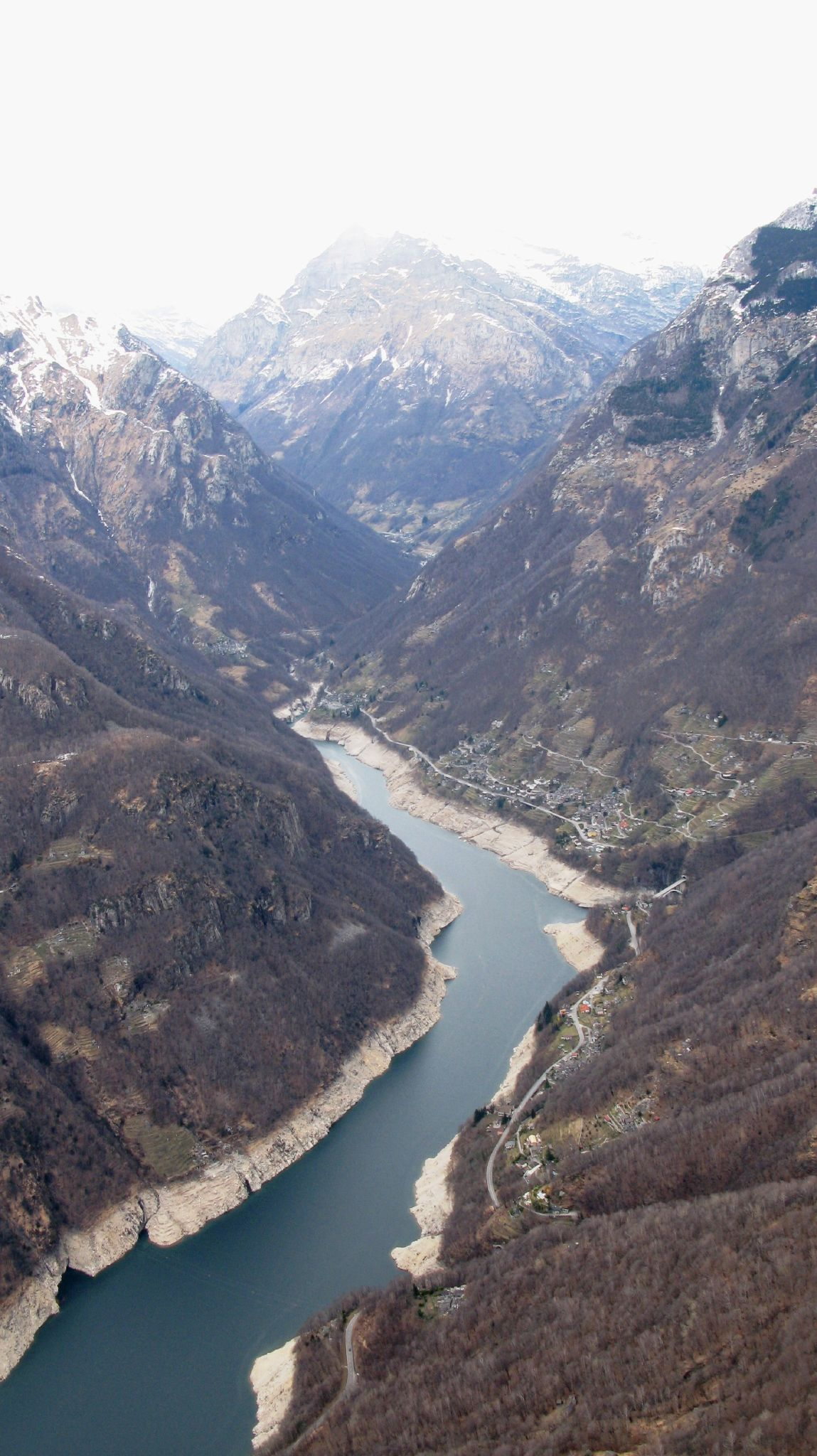
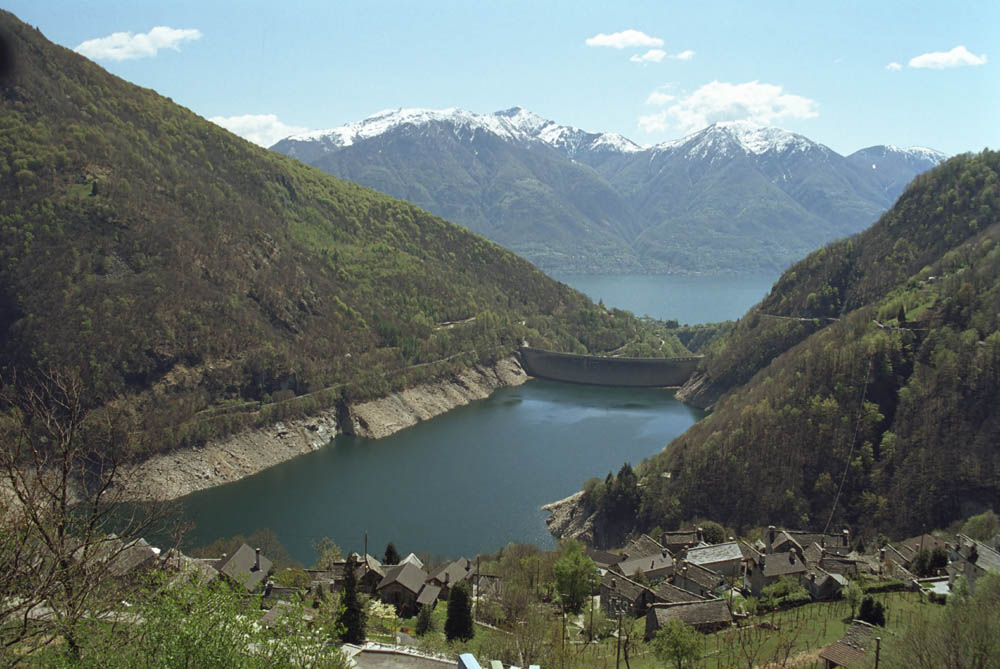